# Parotani
Parotani es una localidad rural de Bolivia, ubicada en el municipio de Sipe Sipe de la provincia de Quillacollo en el departamento de Cochabamba. La localidad está a una altitud de 2.490 m s. n. m. en una cuenca a la derecha, margen occidental del río Rocha, cabecera principal del río Grande.
Parotani se describe como una población pequeña, con calles angostas de tierra y viviendas hechas de adobe. Las sendas serpetean hacia los sembradíos.

## Historia
Durante el siglo XX, Parotani era una de las principales estaciones en el tramo ferroviario Oruro-Cochabamba-Aiquile. Además, ahí estaba el campamento vacacional capaz de acoger a 400 ferroviarios. En la década de los 70, el ferrocarril comenzó a decaer, apareció la carretera y luego con la capitalización terminó de operar.

## Geografía
Parotani se encuentra en la Cordillera Central de Bolivia en el área de transición a las tierras bajas de Bolivia. La región tiene un clima diurno típico en el que las fluctuaciones de la temperatura media a lo largo del día son más pronunciadas que a lo largo del año.
La temperatura promedio promedio de la región es de alrededor de 20 °C y varía solo ligeramente entre 16 °C en junio y julio y unos buenos 22 °C en noviembre y diciembre. La precipitación anual es de unos 550 mm y tiene una estación seca pronunciada de abril a noviembre con precipitaciones mensuales de menos de 10 mm, solo en la estación húmeda de diciembre a marzo caen hasta 140 mm de precipitación mensual.

## Transporte
Parotani se encuentra a 37 km por carretera al suroeste de Cochabamba, la capital departamental.
Hacia el oeste desde Cochabamba, la carretera troncal pavimentada Ruta 4 atraviesa la ciudad de Quillacollo hasta Parotani, donde los caminos rurales se bifurcan hacia el sur hasta Capinota, Arque y San Pedro de Buena Vista. Al oeste de Parotani, la Ruta 4 continúa hasta Caracollo, donde se encuentra con la Ruta 1, que cruza el Altiplano de norte a sur, brindando conexiones a las ciudades La Paz, Oruro y Potosí.

## Demografía
La población de la localidad ha aumentado en aproximadamente un tercio en las últimas dos décadas:
| Año  | Habitantes | Fuente |
| ---- | ---------- | ------ |
| 1992 | 1 788      | Censo  |
| 2001 | 1 908      | Censo  |
| 2012 | 2 434      | Censo  |

Debido a la distribución poblacional históricamente creciente, la región tiene una alta proporción de población quechua, en el municipio Sipe Sipe, donde el 83,9 por ciento de la población habla el idioma quechua.
La población del pueblo se compone principalmente de exmineros, campesinos de los departamentos de Cochabamba y Potosí, y un gran grupo que emigró de Challapata, ubicada en el departamento de Oruro.